# HMS Alarm (1758)
La HMS Alarm era una fregata di quinta classe Niger da 32 cannoni, prima nave della Royal Navy a portare questo nome. Progetta da John Barnard, venne costruita a King's Yard ad Harwich.
Rivestita in rame nel 1761, fu la prima nave della Royal Navy ad avere uno scafo completamente rivestito in rame.

## Storia

### Esperimenti con la guaina di rame
L'Alarm inizialmente vide il proprio dispiegamento nelle Indie occidentali, dove era equipaggiata, sperimentalmente, con lo scafo rivestito di sottile strato di rame. In primo luogo si intendeva ridurre i considerevoli danni causati dal tarlo Teredo, e in secondo luogo ci si aspettava che la proprietà tossica ben consolidata del rame riducesse la crescita di cirripedi mortali che si verificava sempre sugli scafi delle navi. Lo scafo dell'Alarm fu prima ricoperto di materiale morbido, ovvero capelli, filati e carta marrone, e poi ricoperto con uno strato di lastre di rame.
Dopo un dispiegamento di due anni nelle Indie occidentali, l'Alarm fu spiaggiato per esaminare gli effetti dell'esperimento. Il rame si era comportato molto bene nel proteggere lo scafo dall'invasione dei vermi e nel prevenire la crescita delle alghe, poiché a contatto con l'acqua il rame produceva una pellicola velenosa, composta principalmente da ossicloruro, che scoraggiava queste creature marine. Inoltre, poiché questa pellicola era leggermente solubile, venne gradualmente spazzata via, senza lasciare alcun modo in cui la vita marina potesse attaccarsi alla nave. Soddisfatto che il rame avesse avuto l'effetto desiderato, l'Ammiragliato introdusse un rivestimento in rame su un certo numero di fregate.
Nel 1776 l'Alarm venne riesaminato. Si scoprì presto che il rivestimento si era staccato dallo scafo in molti punti perché i chiodi di ferro che erano stati usati per fissare il rame alle travi erano "molto marci". Un esame più attento rivelò che alcuni chiodi, meno corrosi, erano isolati dal rame mediante carta marrone intrappolata sotto la testa del chiodo. Il rame era stato consegnato al cantiere avvolto nella carta che non fu rimossa prima che i fogli fossero inchiodati allo scafo. La conclusione ovvia quindi, e quella che era stata evidenziata in un rapporto separato all'Ammiragliato già nel 1763, era che al ferro non doveva essere consentito il contatto diretto con il rame in un ambiente di acqua di mare se si voleva provocare una grave corrosione del ferro. Le navi successive furono progettate pensando a questo problema. L'Ammiragliato aveva in gran parte sospeso il programma di dotare le navi di un rivestimento in rame dopo il rapporto del 1763 e non aveva mostrato alcun ulteriore interesse nello sviluppo di un rivestimento in rame efficace fino al 1775. Nel frattempo il rivestimento in rame venne rimosso dall'Alarm e da molti altri scafi di prova finché non è stata sviluppata una soluzione efficace al problema della corrosione.
Più tardi nella sua carriera fu comandata, dal 1769 in poi, da un giovane John Jervis. Salpò per il Mediterraneo a maggio e arrivò a Genova il 7 settembre. A bordo della HMS Alarm in quel momento c'era Samuel Hood, figlio di Alexander Hood, uno dei tanti membri della famiglia Hood a prestare servizio in mare. Samuel Hood prestò servizio a bordo dell'Alarm dal novembre del 1765 al luglio del 1772, come commissario di bordo.

### Incidente del 1770
Durante il viaggio di ritorno in Inghilterra, il 6 aprile 1770, fu salvata da Georges René Le Peley de Pléville dal naufragio al largo di Marsiglia. L'Alarm era stata colpita da un temporale serale e si era incagliata sulla costa della Provenza tra i massi, correndo il pericolo imminente di sfasciarsi. Pléville radunò rapidamente i marinai del porto e si precipitò in soccorso degli inglesi. Quando riuscì a salire a bordo, l'Alarm si era già quasi incagliata. Pléville ordinò una manovra che la riportò a galla e la portò nel porto di Marsiglia. In segno di gratitudine per le azioni di Pléville, l'Ammiragliato rimandò il capitano Jervis e l'Alarm a Marsiglia a dicembre dello stesso anno per consegnare una lettera in cui si leggeva:
Si trattava di un pezzo d'argenteria a forma di urna, sulla quale erano incisi delfini e altri attributi marittimi, con un modello dell'Allarm, e un coperchio riccamente inciso sormontato da un tritone. Notevole per l'eleganza delle forme e l'alto livello di finitura e lavorazione, questo vaso portava lo stemma inglese e aveva la seguente iscrizione, destinata a preservare il ricordo dell'evento che aveva meritato il presente:
Ritenendo di non poter ricevere un dono da un sovrano straniero, de Pléville accettò l'urna solo dopo essere stato debitamente autorizzato dal re di Francia. Jervis era anche estremamente grato a de Pléville e ansioso di avere la possibilità di ricompensarlo. Scrisse a sua sorella dalla Alarm, ancorata a Mahon il 27 dicembre 1770:
Dieci anni dopo, la dedizione di de Pléville alla sicurezza dell'Alarm ottenne un'altra ricompensa, quando suo figlio, un giovane ufficiale di marina, fu catturato a bordo di una fregata al termine di una battaglia nel 1780 e portato in Inghilterra. Lì, l'Ammiragliato britannico lo rimandò in Francia senza richiedere uno scambio di prigionieri, dopo averlo autorizzato a scegliere altri tre ufficiali della marina francese che andassero con lui.
Anche l'Ammiragliato fu molto soddisfatto delle azioni di Jervis in questa questione, consentendo la sua ulteriore promozione. Dal 1771 al maggio 1772 la nave divenne la "casa" del Duca di Gloucester, che trascorreva del tempo nel Mediterraneo a causa di problemi di salute. L'Alarm tornò poi tornato in Inghilterra per aver dato i suoi frutti.

### Coste americane
Il 9 marzo 1783, la Alarm fu coinvolta in una delle ultime battaglie navali della guerra rivoluzionaria americana, quando Alarm, Sibyl e lo sloop da guerra Tobago intercettarono due navi americane, la fregata USS Alliance e la nave da trasporto Duc de Lauzun. Le navi americane trasportavano lingotti alle forze continentali ed entrambe le parti non erano a conoscenza che la pace fosse stata ratificata più di un mese prima. Dopo una breve battaglia tra la Sibyl e l'Alliance, gli americani scapparono. La stessa Alarm non ha partecipato attivamente all'ingaggio del combattimento.

## Rivoluzione francese
Il 5 maggio 1795, al largo di Porto Rico, l'Alarm affondò la corvetta Liberté, di sedici cannoni da 4 libbre. La Liberté era stata incaricata come nave corsara nel febbraio 1794 a Bordeaux. Successivamente fu venduta a Guadalupa in giugno e rimessa in servizio lì in luglio come corsara. La Marina francese la requisì all'inizio del 1795.
Il 23 novembre 1796 la Alarm, con il capitano Fellowes al comando, stava navigando al largo di Grenada quando incontrò la corvetta spagnola Galgo e la catturò. La Galgo, di 18 cannoni e 124 uomini, era sotto il comando di Don Barber. La corvetta spagnola era salpata da Porto Rico e stava navigando verso Trinidada,  trasportava 80.335 dollari e provviste per il governo di Trinidada. L'Arlarm portò la Galgo a Grenada.
Nel 1796, la Alarm aveva violato la neutralità di Trinidad, contribuendo così alla dichiarazione di guerra della Spagna a fianco della Francia rivoluzionaria. Nel febbraio 1797 la HMS Alarm era tra le navi della flottiglia britannica che catturò Trinidad.

## Destino finale
L'Alarm rimase in servizio per diversi anni, prima di essere infine smantellata nel settembre del 1812 a Portsmouth, dopo aver trascorso 64 anni in servizio.
L'equipaggio dell'Alarm condivise con quello dell'Amphion la somma di denaro che fu finalmente pagata nel marzo del 1829, per la cattura di una cannoniera spagnola, la Nuestra Senora del Corvodorvya (alias Asturiana), il 25 novembre 1799.